# Остров (Няндомский район)
Остров — деревня в Няндомском районе Архангельской области.

## География
Находится в юго-западной части Архангельской области на расстоянии приблизительно 38 км на восток по прямой от административного центра района города Няндома на северо-западном берегу озера Спасское.

## История
В 1873 году здесь было учтено 8 дворов, в 1905 — 19. Тогда деревня входила в Каргопольский уезд Олонецкой губернии. До 2022 года входила в Мошинское сельское поселение до его упразднения.

## Население
Численность населения: 71 человека (1873 год), 91 (1905), 23 (русские 96 %) в 2002 году, 18 в 2010.